# Locomotiva FS 310
Le locomotive FS gruppo 310 erano macchine a vapore con tender di rodiggio 0-3-0 che le Ferrovie dello Stato acquisirono, dopo il 1905, in seguito al riscatto della Rete Mediterranea ove erano immatricolate nel gruppo RM 3801–3900.
La RM 3830 "Arpino" fu inserita tra i rotabili dell'esposizione universale di Milano del 1906.

## Storia
L'Ufficio dell'Arte di Torino aveva indirizzato gli studi verso un metodo di migliore utilizzazione del ciclo di produzione del vapore sia per migliorare le prestazioni delle locomotive, sia per diminuire il consumo di carbone che l'Italia doveva importare totalmente dall'estero in ragione di circa un milione e mezzo di tonnellate annue.
Uno dei risultati di tali studi fu la progettazione della locomotiva, divenuta poi FS 310, prima in Italia ad adottare il principio della doppia espansione del vapore ed una delle prime con il sistema di frenatura ad aria compressa sistema Westinghouse.
Le locomotive del gruppo furono acquisite dalla Rete Mediterranea a partire dal 1894 con una ordinazione, che comprendeva 11 unità,  fatta alla Società Italiana Ernesto Breda per Costruzioni Meccaniche di Milano. La stessa ditta ne consegnò altre 8 unità nel 1897, 8 unità nel 1899 e 2 ulteriori nel 1900. Nello stesso anno di inizio secolo fu completata la fornitura di 20 macchine da parte della Reale fabbrica ungherese di locomotive di Budapest (erano le sole del gruppo di costruzione estera). La Breda consegnò l'ultima fornitura di 20 macchine nel 1901.
Le locomotive vennero acquisite dalle Ferrovie dello Stato nel 1905 in seguito al riscatto delle reti. Nel registro delle locomotive FS, al 31 dicembre 1914, risultavano immatricolate 69 unità divise in due sottogruppi, ambedue FS 310, di cui il secondo comprendeva le 10 unità Breda ex RM 3820-3829 più potenti delle consorelle (550 hp contro 430 HP). .

## Caratteristiche tecniche
Le locomotive furono costruite con il rodiggio 0-3-0 e con ruote da 1.500 mm di diametro; a vapore saturo, 2 cilindri esterni e a doppia espansione, un modello di configurazione piuttosto classica a quel tempo.
La caldaia che equipaggiava le unità era lunga 7.035 mm e conteneva un volume d'acqua (misurata a 10 cm sopra il cielo del forno) di 3,78 m³ (nel primo sottogruppo) e di 3,89 m³ (nel secondo) con un volume di vapore, rispettivamente di, 1,85 m³ e di 1,75 m³; la pressione di taratura era di 12 bar per tutte le unità mentre il quantitativo orario di vapore asciutto era, rispettivamente di 5.500 kg e di 5.700 kg.
Il numero di tubi bollitori era di 196 di diametro 50/45 mm con lunghezza tra le piastre estreme, di 3.803 mm nel primo caso e di 92 (circa la metà) ma di diametro maggiore, 70/65 mm. La superficie di riscaldamento tubiera era quindi, rispettivamente, di 105,4 m² o di 133,75 m²; la superficie di riscaldamento estesa sulla volta del forno era per tutte di 9,45 m². In totale quindi 114,85 m² nel primo sottogruppo o di 143,2 m² nel secondo.
Le dimensioni interne del corpo cilindrico erano, in ambedue le sottoserie, di 1.333 mm, la massima e 1.301 mm di diametro la minima; la lunghezza era di 4,995 m (compresa di camera a fumo).
Il forno, delle dimensioni di 1.800 x 1.100 mm, era alto in media 1.265 mm sul piano della graticola della superficie di 1,80 m².
Le prestazioni della macchina permettevano uno sforzo di trazione massimo di 6.600 kg, continuo (alla velocità di 30 km/h) di 3.900 kg e di spunto alla partenza di 6.210 kg nelle unità del primo sottogruppo e di 6.620 kg, continuo (alla velocità di 30 km/h) di 4.980 kg e di spunto alla partenza di 6.210 kg. Era evidente nel secondo caso il risultato della maggior potenza della macchina che era molto più prestante nella marcia del treno. La ripartizione delle masse per asse era identica per tutte e perfettamente equilibrata con 14,5 t per ciascuno dei tre assi accoppiati.
Il motore delle locomotive era costituito da 2 cilindri esterni di cui uno ad alta pressione del diametro di 460 mm e uno di bassa pressione del diametro di 650 mm che facevano una corsa di 640 mm; il vapore era addotto mediante cassetti, del tipo Trich per la bassa pressione, azionati da un meccanismo della distribuzione sistema Walschaerts. La velocità massima raggiunta era di 60 km/h.
Tutte le locomotive erano dotate delle apparecchiature del freno ad aria compressa automatico e del freno moderabile (quest'ultimo dalle locomotive FS 3120 in poi). Le macchine erano anche munite di riscaldamento carrozze a vapore. Il freno a mano agiva come di consueto solo sulle ruote del tender accoppiato, a tre assi, della massa totale di 29 o 33 t, a seconda della serie, con capacità di acqua rispettivamente di 10 o 12 m³ e di carbone di 3,5 o 4 t.